# Körner (Thüringen)
Körner ist eine ländliche Gemeinde im Unstrut-Hainich-Kreis in Thüringen (Deutschland). Erfüllende Gemeinde für Körner ist die Stadt Nottertal-Heilinger Höhen.

## Geografie

### Natürliche Gegebenheiten

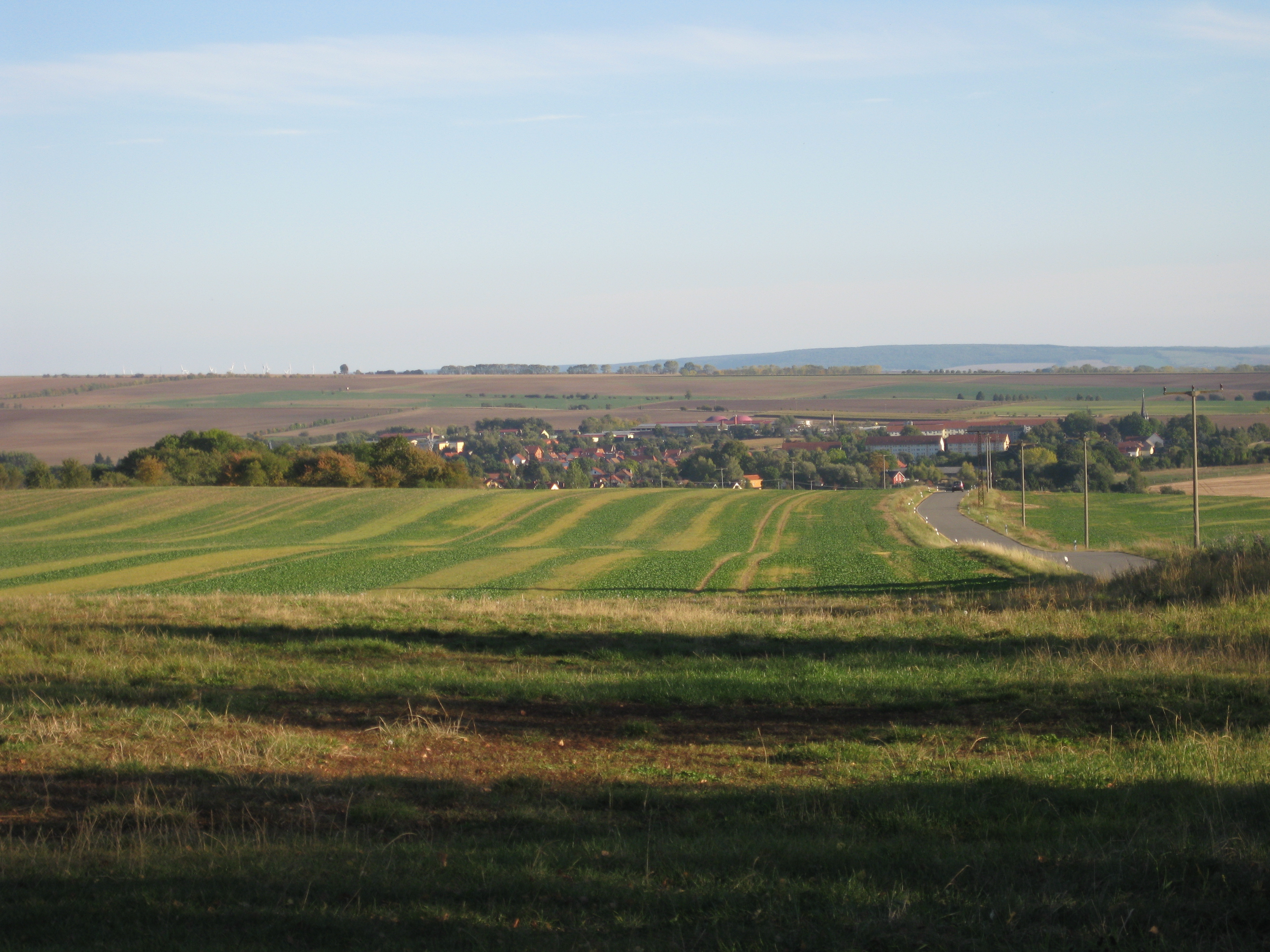
Körner im Nottertal von Norden gesehen

Körner liegt ungefähr zwölf Kilometer östlich von Mühlhausen im Übergangsbereich zwischen den Nordwestthüringischen Muschelkalk-Randplatten im Norden und dem Thüringer Becken, einem Keuper-Hügelland im Süden. Die Gemeinde ist in die intensiv landwirtschaftlich genutzte offene Ackerlandschaft eingebettet. Sie wird von der Notter durchflossen, einem Nebenbach der Unstrut. Im Norden grenzt als einzige große Waldfläche der Volkenroder Wald an.

### Gemeindegliederung
Die Gemeinde Körner besteht aus den drei Ortsteilen Körner, Volkenroda und Österkörner. Ortsbildprägend ist das östlich des Ortes gelegene Gut Bergmühle mit seinem Wohnhaus von 1907 und den zugehörigen Wirtschaftsbauten.

## Geschichte
Als urkundliche Ersterwähnung wird ein Diplom des Kaisers Karl vom 15. September 802 gewertet, in dem der Ort „Corneri“ genannt wurde.
Die um 900 im Ort ansässigen Adeligen von Körner waren Erbauer einer kleinen Burganlage mit starkem Turm.
Der Belagerung der Reichsburg Volkenroda folgte deren Zerstörung nach den Bedingungen des ausgehandelten Friedensvertrages. Zuvor tobten mehrere Monate heftige Kämpfe zwischen König Heinrich IV. und den aufständischen Thüringern und Sachsen, die auch auf das Gebiet von Körner übergriffen. Das Kloster Hasungen erhielt 1081 Besitzrechte im Ort Körner überschrieben. Die Kirche von Körner wurde in der urkundlichen Überlieferung belegt.

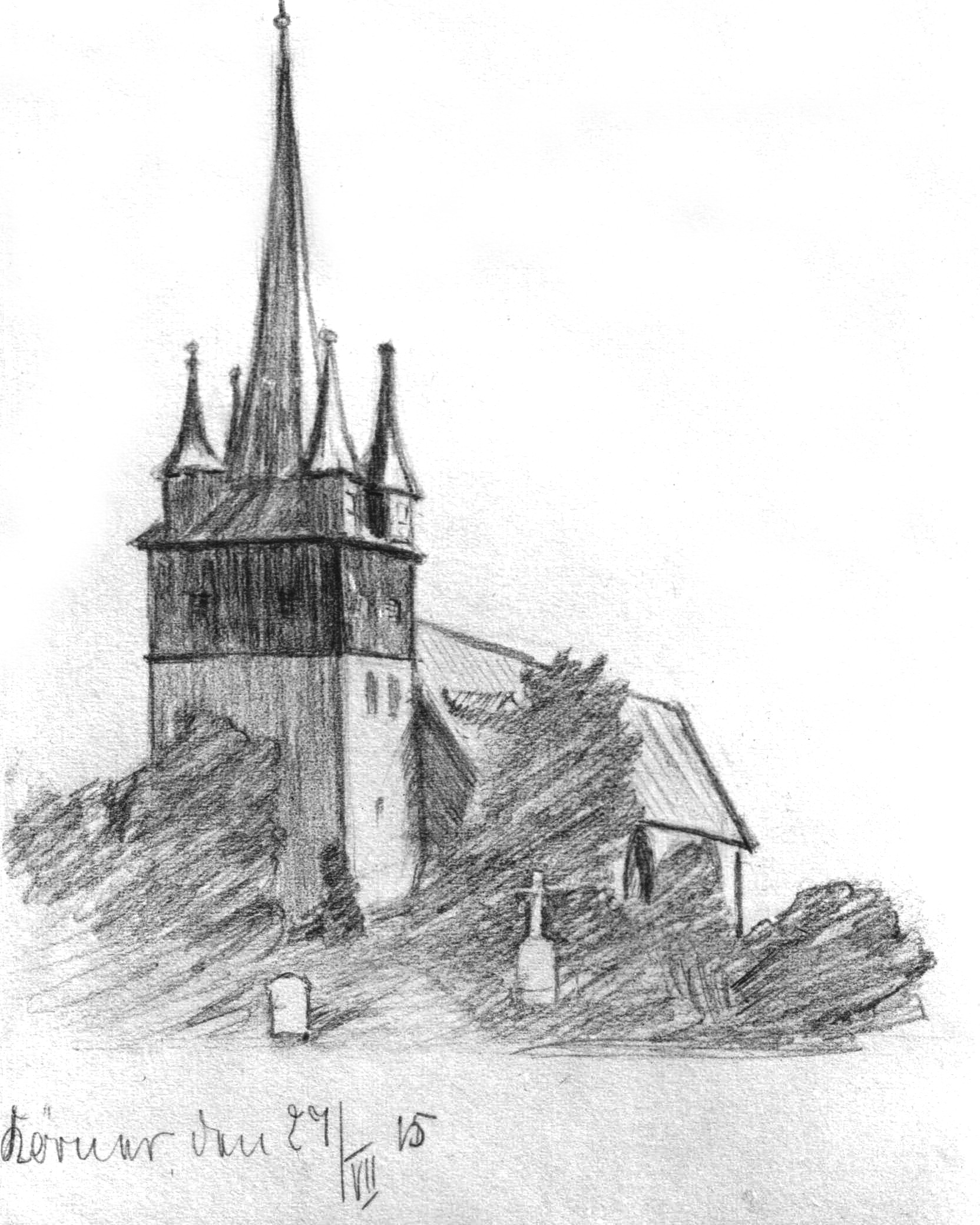
Oberkirche „St. Wigberti“ (Zeichnung von 1915)

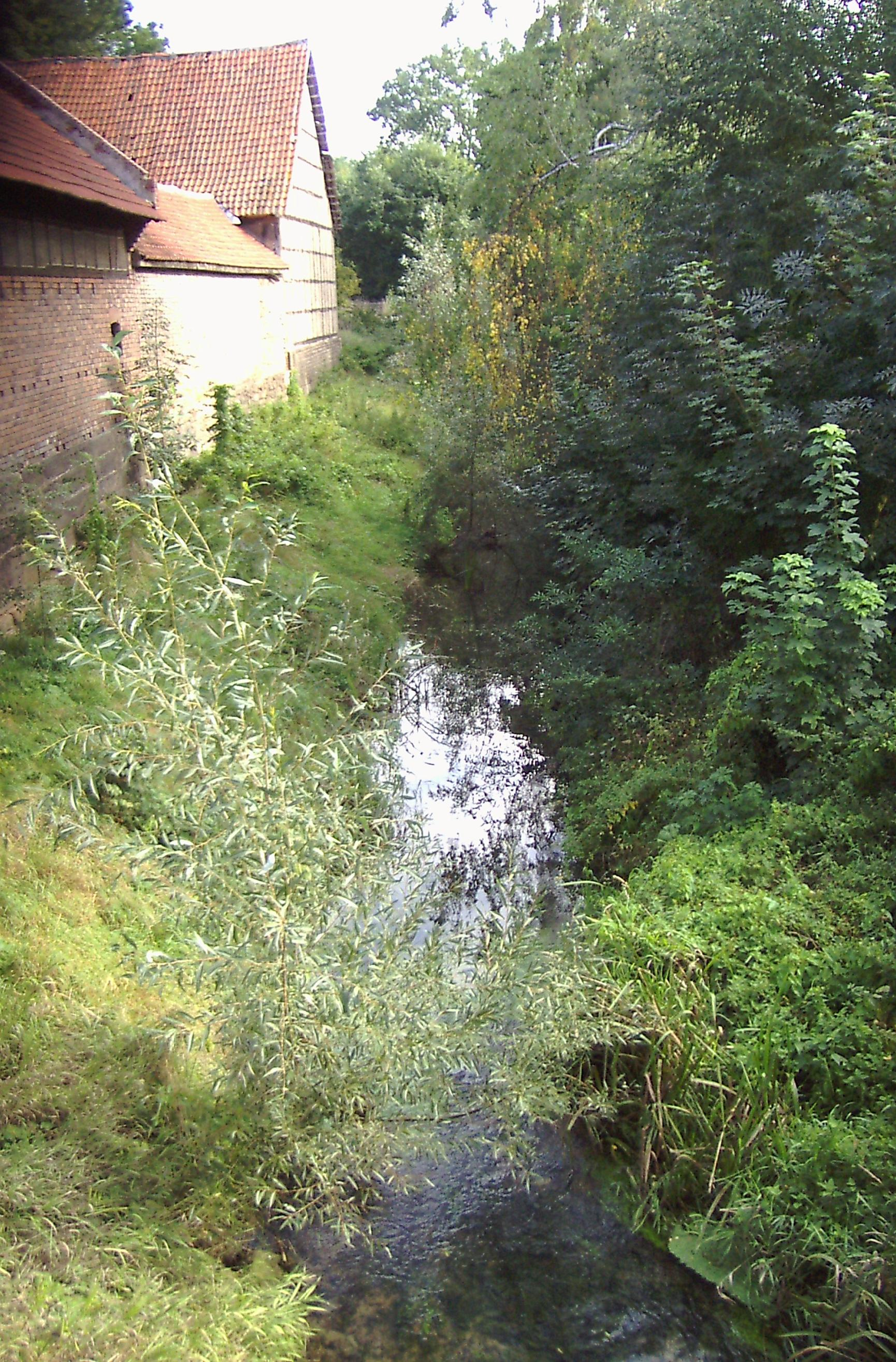
An der Notter in der Ortslage Körner

Ab 1131 entstand in der Nachbarschaft des Dorfes im Gelände der zerstörten Reichsburg das Zisterzienserkloster Volkenroda. 1150 wurde die dortige Klosterkirche durch den Mainzer Erzbischof geweiht. Ein Teil der Orte in der Nähe des Klosters Volkenroda wurde durch die Umwandlung in Wirtschaftshöfe (Grangien) aufgelöst, der bereits weitgehend entvölkerte Nachbarort Österkörner wurde ebenfalls dem Volkenrodaer Kloster übertragen. Noch in Privatbesitz liegende Grundstücke des Vogtes von Körner mit einer Kapelle wurden von dessen Erben ans Kloster Volkenroda übergeben. Dagegen gab es Einsprüche weiterer erbberechtigter Verwandte des Toten. Aus diesem Grund gelangte der Fall bis vor das landgräfliche Gericht. Der an der Notter entstandene Mühlenkomplex aus Bergmühle und Ziegelmühle wurde 1285 erstmals erwähnt.
Die Herren von Körner waren 1315 bei den Landgrafen von Thüringen in Ungnade gefallen und wurden ihrer Rechte und restlichen Besitzungen beraubt. Der Ort wurde mit den beiden Kirchen, der Oberkirche St. Wigberti und der Unterkirche St. Marien, und mit der Burg Körner ans Kloster Volkenroda verkauft. Die Unterkirche wurde 1318 umgebaut und repariert, sie erhielt bei der Einweihung den Namen „Beatae Maria Virginis“ (Kirche der Heiligen Jungfrau Maria).
Eines der ältesten Gebäude des Ortes wurde 1483 als Gemeindeschänke errichtet und dient noch heute als Gasthaus „Nottertal“ diesem ursprünglichen Zweck. 1525 belagerten und verwüsteten aufständische Bauern das Kloster Volkenroda. Beim Abzug der Bauern wurden viele Gebäude in Brand gesteckt. Der zunächst begonnene Wiederaufbau des Klosters wurde bald aufgegeben. Nur die wichtigsten Wirtschaftsgebäude wurden repariert oder teilweise erneuert. 1540 wurde die Auflösung des Klosters Volkenroda beschlossen.
Ein Großbrand von 1596 zerstörte große Teile des Ortes Körner.
Nach dem Dreißigjährigen Krieg wurde Körner 1645 mit dem Amt Volkenroda vom Herzogtum Sachsen-Gotha übernommen.
Zwei weitere Großbrände zerstörten 1733 und 1836 Teile des Ortes. 1845 beschloss die Einwohnerschaft die Gründung einer eigenen Feuerwehr. Als Folge der Unruhen des Jahres 1848 wurde auch eine Bürgerwehr gegründet; der Ort stellte 160 Mann unter Waffen.
1869 wurden als Folge der Gebietsreform im Herzogtum Sachsen-Coburg und Gotha Ämter und Verwaltungen neu strukturiert. Der noch aus wenigen Häusern bestehende Ort Volkenroda wurde nach Körner eingemeindet.
Als Vorläufer einer Fabrik wurde 1870 die erste Dampfsägemühle in Körner errichtet. Der Bau einer Eisenbahnlinie von Ebeleben nach Mühlhausen führte durch das Nottertal und verschaffte den Orten Körner und Österkörner einen Bahnanschluss, 1896 wurde der Bahnbetrieb eröffnet. Als zweiter Industriebetrieb wurde 1907 eine Dampfziegelei eröffnet. Die bereits vorhandene Gleisanlage verringerte die Transportkosten und den Bezug von Kohle für die Feuerung.
Der Erste Weltkrieg hatte den Tod von 48 Soldaten aus Körner zur Folge, im Zweiten Weltkrieg fielen sogar 122 Einwohner. Die im Umland von Körner gelegenen Gehöfte und Staatsgüter wurden während des Zweiten Weltkrieges mit Evakuierten und Flüchtlingen belegt. Ein Teil dieser Gruppe und weitere Heimatvertriebene blieben nach dem Kriegsende in der Gegend und wurden bei der Bodenreform mit Ackerland und Vieh ausgestattet. Die Gründung der LPGs in den 1950er Jahren erfolgte in allen Ortsteilen (Körner, Volkenroda, Österkörner und Peißel) separat. Viele Kleinbauern wechselten in dieser Zeit zum Kalibergbau, da der VEB Kalibergwerk Volkenroda ihnen bessere Löhne und Vergünstigungen garantierte.
Auf Beschluss der Staatsregierung der DDR wurde 1952 bei einer Kommunal- und Gebietsreform der Ort Körner mit seinen Ortsteilen dem neu geschaffenen Bezirk Erfurt und dem Landkreis Mühlhausen zugeteilt. Die bisherigen Landwirtschaftsbetriebe in Körner wurden 1959 zur LPG „Rotes Banner“ vereint. Der kleinste Ortsteil von Körner – das abgelegene Gehöft Peißel – wurde 1965 abgesiedelt.
Für die Schulkinder des Ortes Körner wurden mit dem Bau von Schulen und einer Turnhalle in den 1970er Jahren die Lernbedingungen verbessert. 1984 erhielt der Ort Körner ein Einkaufszentrum für Waren des täglichen Bedarfs. Der Ort wurde in den späten 1980er Jahren durch den Bau von fast 90 Wohnungen am Lindenweg (Ortsrand) weiterentwickelt. Nach der Wende wurde das Pfarrhaus saniert und eine Interessengemeinschaft zur Rettung der Klosterruine Volkenroda als Kulturdenkmal gegründet.
Im Jahr 1997 wurde der Betrieb der unrentablen Bahnstrecke eingestellt. Körner wurde 1999 Teil der Verwaltungsgemeinschaft Schlotheim. Die EXPO in Hannover zeigte als Thüringer Beitrag zwei Projekte zur Dorfentwicklung im ländlichen Raum, die mit Beteiligung der Einwohner von Körner realisiert wurden. Nach dem Abschluss der EXPO wurde der Ausstellungspavillon für das Kloster Volkenroda zur Verfügung gestellt und vor Ort neu errichtet. Mit einer Festwoche beging Körner im Sommer 2002 die 1200-Jahr-Feier der Ersterwähnung des Ortes.

## Politik

### Gemeinderat
Der Gemeinderat Körner besteht aus zwölf ehrenamtlichen Bürgerinnen und Bürgern, die auf jeweils fünf Jahre gewählt werden. Die Gemeinderatswahl am 26. Mai 2024 führte zu folgendem Ergebnis:
| Partei / Liste                        | Stimmenanteil | Sitze |
| Christlich Demokratische Union (CDU)  | 14,1 %        | 2     |
| Bauernverband Körner                  | 55,2 %        | 7     |
| Unabhängige Wählergemeinschaft Körner | 30,7 %        | 3     |

### Bürgermeister
Bürgermeister der Gemeinde Körner ist seit 2012 Matthias Niebuhr. Bei der Bürgermeisterwahl am 26. Mai 2024 wurde er mit 87,7 % der gültigen Stimmen zum wiederholten Mal im Amt bestätigt. Die Wahlbeteiligung lag bei 68,7 Prozent.

## Traditionen
Die Dorfgemeinschaft pflegt ländliche Traditionen. Die wichtigste Veranstaltung stellt hierbei die Kirmes (Kirchweihfest) dar. Weitere jährlich stattfindende Traditionsveranstaltungen sind das Osterfeuer sowie das Setzen der Pfingstmaien (junge Birken) für die Konfirmanden vor Kirche und Dorfschenke, außerdem als Dank für die Sponsoren der Kirmes.

## Verkehr
Der Bahnhof Körner lag an der Bahnstrecke Ebeleben–Mühlhausen. Der Güterverkehr wurde Ende 1994 und der Personenverkehr zum 31. Mai 1997 eingestellt. Seit 15. August 1998 ist die Strecke stillgelegt.

## Sport
- Fußball: SV Fortuna 49 Körner e. V., Spielklasse: Kreisoberliga

## Kuriosa
Mit 99998 hat Körner – zusammen mit der ehemaligen Gemeinde Weinbergen – die höchste Postleitzahl der Bundesrepublik Deutschland; die Leitzahl 99999 ist nicht vergeben. Am 9. September 1999 nutzte die Deutsche Post AG den Ort werbewirksam und setzte an diesem Tag die letztgenannte Postleitzahl in einem Sonderstempel ein, um allen Liebhabern origineller Stempel eine Freude zu bereiten.

## Persönlichkeiten
- Friedrich Christian Baumeister (1709–1785), Philosoph
- Johann Gottfried Kiel (1716–1791), Fayencen-Maler der Manufaktur Abtsbessingen
- Karl August Friedrich Brückner (1803–1853), Pädagoge und Historiker
- Alwin Langenhan (1850–1916), Lehrer, Schriftsteller, Fossiliensammler und Amateur-Paläontologe
- Hermann Braun (1882–1948), Verwaltungsjurist
- Joachim Kardinal Meisner (1933–2017), röm.-kath. Bischof, verbrachte seine Jugend in Körner